# 永进乡
永进乡，是中华人民共和国四川省达州市达川区曾经下辖的一个乡。2019年12月，撤销永进乡，将其所属行政区域划归石桥镇管辖。

## 行政区划
永进乡撤销前下辖以下地区：
街道社区、石盘村、老君山村、松树梁村、瓦石坪村、佛尔岩村、库楼营村、崇兴寺村、宝井寨村和永安村。